# Хилл, Райан
Райан Хилл (англ. Ryan Hill; род. 31 января 1990, Хикори, Северная Каролина, США) — американский легкоатлет, специализирующийся в беге на длинные дистанции. Серебряный призёр чемпионата мира в помещении 2016 года в беге на 3000 метров. Трёхкратный чемпион США.

## Биография
В школьные годы отметился яркими выступлениями в беге на средние дистанции и в кроссе, где был признан одним из самых перспективных бегунов штата. Во время учёбы в университете Северной Каролины (получал образование в области спортивного менеджмента) делал акцент на дистанции 1500 метров. В этой дисциплине Хилл дважды был призёром чемпионатов NCAA, а также установил высокий личный рекорд в беге на 1 милю — 3.54,89.
В 2013 году финишировал третьим в беге на 5000 метров на чемпионате страны, благодаря чему выступил на мировом первенстве в Москве, где вышел в финал и занял 10-е место. После окончания сезона начал профессиональную карьеру, подписав контракт с Nike и перейдя к тренеру Джерри Шумахеру.
Два года спустя повторил успех на чемпионате мира в Пекине: снова пробился в финал бега на 5000 метров, где финишировал на седьмом месте.
В 2016 году в ранге чемпиона страны представлял США на домашнем чемпионате мира в помещении. На дистанции 3000 метров благодаря финишному рывку смог завоевать серебряную медаль, проиграв чемпиону Йомифу Кеджелче всего 0,18 секунды.

## Основные результаты
| Год  | Турнир                                 | Место проведения | Дисциплина | Место | Результат |
| ---- | -------------------------------------- | ---------------- | ---------- | ----- | --------- |
| 2009 | Чемпионат мира по кроссу среди юниоров | Амман, Иордания  | кросс 8 км | 52-е  | 26.04     |
| 2013 | Чемпионат мира                         | Москва, Россия   | 5000 м     | 10-е  | 13.32,69  |
| 2015 | Чемпионат мира                         | Пекин, Китай     | 5000 м     | 7-е   | 13.55,10  |
| 2016 | Чемпионат мира в помещении             | Портленд, США    | 3000 м     | 2-е   | 7.57,39   |